# 1272

## Vědy a umění
- františkán Roger Bacon uveřejňuje své dílo Compendium studii philosophiae

## Narození
- Bernardo Tolomei, italský teolog, zakladatel řádu olivetánů a světec († 1348)

## Úmrtí
- 11. března – Enzio Sardinský, král Korsiky a Sardinie z dynastie Štaufů (* cca 1220)
- 2. dubna – Richard Cornwallský, římský král (* 5. ledna 1209)
- 6. srpna – Štěpán V. Uherský, uherský král (* 1239 až 1240)
- 27. října – Hugo IV. Burgundský, burgundský vévoda a titulární král soluňského království (* 9. března 1213)
- 16. listopadu – Jindřich III. Plantagenet, anglický král (* 1. října 1207)
- listopad – Béla Mačevský, bratr české královny Kunhuty, zavražděn (* po 1243?)

## Hlava státu
- České království – Přemysl Otakar II.
- Svatá říše římská – Richard Cornwallský – Alfons X. Kastilský
- Papež –
- Anglické království – Jindřich III. Plantagenet – Eduard I.
- Francouzské království – Filip III.
- Polské knížectví – Boleslav V. Stydlivý
- Uherské království – Štěpán V. Uherský – Ladislav IV. Kumán
- Byzantská říše – Michael VIII. Palaiologos